# Sân bay quốc tế Ivato
Sân bay quốc tế Ivato (IATA: TNR, ICAO: FMMI) là một sân bay ở Antananarivo, thủ đô của Madagascar.

## Các hàng hàng không và các tuyến điểm
- Air Austral (Saint-Denis)
- Air France (Paris-Charles de Gaulle)
- Air Madagascar (Ambanja, Ambatomainty, Ambatondrazaka, Analalava, Ankavandra, Antalaha, Antsalova, Antsiranana, Antsohihy, Bangkok-Suvarnabhumi, Belo, Besalampy, Farafangana, Fianarantsoa, Fort Dauphin at Tolagnaro, Johannesburg, Maintirano, Majunga, Mampikony, Manakara, Mananara, Mananjary, Mandritsara, Manja, Maroantsetra, Marseille, Mauritius, Milan-Malpensa, Morafenobe, Morombe, Morondava, Moroni, Nairobi, Nossi-Be, Paris-Charles de Gaulle, Port Berge, Rincon de la Jose, Sambava, Soalala, St. Denis, Ste Marie, St Pierre, Tamatave, Tambohorano, Tsaratanana, Tsiroanomandidy, Tulear, Vohemar)
- Air Mauritius (Port Louis)
- Corsairfly (Paris-Orly)
- Interair South Africa (Johannesburg)
- South African Airlink (Johannesburg)